# Nuba (Hebron)

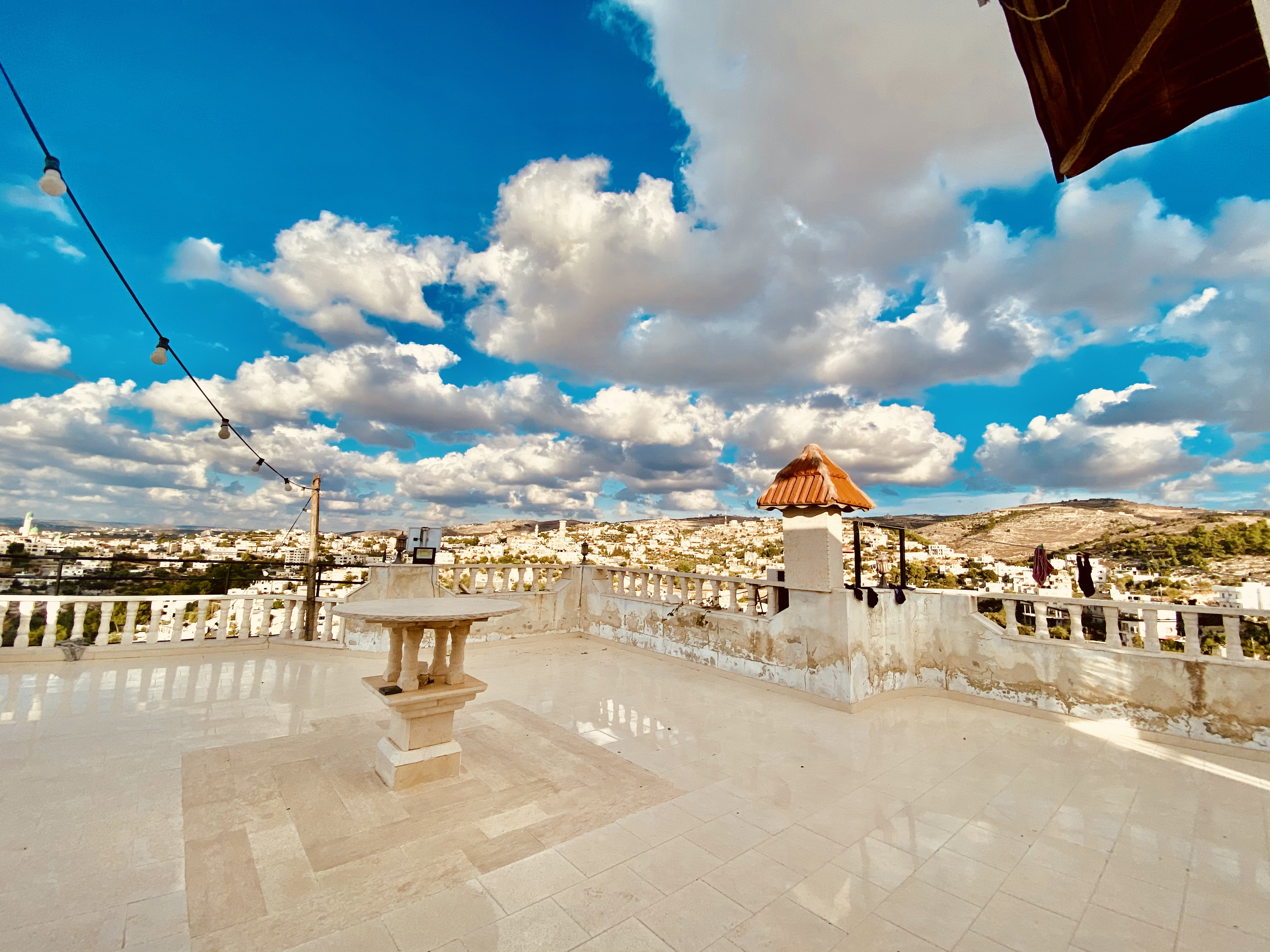
Imatge de la població de Nuba.

Nuba (àrab: نوبا, Nūbā) és un municipi palestí de la governació d'Hebron, a Cisjordània, situat 11 kilòmetres al nord-oest d'Hebron. Segons l'Oficina Central Palestina d'Estadístiques tenia 5.726 habitants el 2016.

## Història
El poble és esmentat en un document de finals del segle xiv del Soldanat Mameluc, que va governar Palestina des del Caire, on tres vilatans van ser nomenats com a «ar'ru'asā ["els líders"] al poble de Nūbā.»

### Època otomana
Nuba, com la resta de Palestina, fou incorporada a l'Imperi Otomà en 1517, i en el cens de 1596, la vila apareix en els registres fiscals com a part de la nàhiya de Halil del liwà d'al-Quds. Tenia una població de 82 llars musulmanes i pagava taxes sobre blat, ordi, vinyes i fruiters, ingressos ocasionals, cabres i/o ruscs.
Una llista de pobles otomans de l'any 1870 va mostrar que Nuba tenia 52 cases i una població de 200 habitants, tot i que el recompte de població només incloïa homes.
En 1883 el Survey of Western Palestine (SWP) del Fons per a l'Exploració de Palestina descrivia Nuba com un «petit poble posat en un turó baix, amb un pou d'aigua a una milla a l'est.» En 1896 la població de Nuba era estimada en unes 537 persones.

### Mandat Britànic de Palestina
En el cens de Palestina de 1922, dut a terme per les autoritats del Mandat Britànic, Nuba tenia 357 musulmans, incrementats en el cens de Palestina de 1931 a 611 musulmans, en 140 cases.
En el cens de 1945 la població de Nuba era de 760 musulmans, que posseïen 22,836 dúnams de terra segons una enquesta oficial de terra i població. 403 dúnams eren plantacions i regadius, 10,116 per cereals, mentre 33 dúnams eren sòl edificat.

### Després de 1948
Després de la Guerra araboisraeliana de 1948 i els acords d'armistici de 1949, Nuba va quedar sota un règim d'ocupació jordana. Des de la Guerra dels Sis Dies en 1967, Nuba ha romàs sota ocupació israeliana.